# جون لندن
جون لندن (بالإنجليزية: John London)‏ هو مغني ومغن مؤلف وملحن أمريكي، ولد في 6 فبراير 1942، وتوفي في 12 فبراير 2000.

## وصلات خارجية
- جون لندن على موقع IMDb (الإنجليزية)
- جون لندن على موقع ميوزك برينز (الإنجليزية)
- جون لندن على موقع ديسكوغز (الإنجليزية)
- جون لندن على موقع قاعدة بيانات الفيلم (الإنجليزية)